# Ramón Agapito Catalá y Rives
Ramón Agapito Catalá y Rives   (* 18. August 1866 in Havanna; † 10. November 1941 ebenda) war ein kubanischer Schriftsteller und Zeitungsverleger.

## Leben
Ramón Agapito Catalá y Rives besuchte das Colegio Zapata der Sociedad Económica. 1880 gründete er mit Francisco Varona Murias die Zeitschrift La Infancia. Anschließend war er im Studiengang Rechtswissenschaft eingeschrieben. Ab 1909 war als Verleger an der Zeitschrift El Fígaro de Habana (1885–1933) beteiligt. Er schrieb für La Lucha, Heraldo de Cuba und die Diario de la Marina.  Unveröffentlicht blieben seine Werke "Historia de Cuba" und "Historia de la Invasión". Am 28. Abril 1913 erhielt er Exequatur als Honorarkonsul für El Salvador in Havanna. 1934 war er Generalsekretär der Academía Nacional de Artes y Letras.

## Weblink
- De la prensa republicana y las llamadas "revistas literarias"@memorandumvitae.blogspot.de (span.)